# Szczepan Dobrowolski
Szczepan (Szczęsny) Dobrowolski (właśc. Feliks Zamieński) (ur. 3 sierpnia?/16 sierpnia 1914 w Kijowie, zm. 6 sierpnia 1961 w Warszawie) – działacz komunistyczny, publicysta, członek kierownictwa Grupy Biuletynu Radiowego, współzałożyciel ZWW w 1941, oficer AL, powstaniec warszawski, 1945–1948 zastępca redaktora naczelnego „Głosu Ludu”, 1949 zastępca redaktora naczelnego tygodnika „Świat i Polska”.

## Życiorys
Syn inżyniera Konstantego Zamieńskiego. W 1932 ukończył częstochowskie gimnazjum i podjął studia prawnicze na UW. Od lata 1935 członek OMS „Życie”, potem KZMP, a od 1937 KPP. Jesienią 1935 na kilka tygodni aresztowany w Warszawie. Po zwolnieniu został członkiem Zarządu Głównego OMS „Życie”. Po rozwiązaniu KPP w sierpniu 1938 działał w warszawskim Klubie Demokratycznym, w którym był przewodniczącym Sekcji Młodych.
Jesienią 1939 przebywał krótko we Lwowie. Po powrocie do Warszawy wiosną 1940 był współorganizatorem i aktywnym działaczem konspiracyjnej komunistycznej grupy akademickiej, która później przybrała nazwę Grupa Biuletynu Radiowego. Członek redakcji pisma „Biuletyn Radiowy”. W konspiracji posługiował się nazwiskiem „Dobrowolski”, którego używał również po wojnie. Latem 1941 był współzałożycielem ZWW, później współpracował z redakcją jego pisma „Zwyciężymy”.
W styczniu 1942 wstąpił do PPR i został członkiem jej Centralnej Redakcji. Redagował konspiracyjne pisma „Kolejarz Polski” i „Metalowiec Warszawski”. Pracownik Wydziału Inteligenckiego Komitetu Warszawskiego PPR. Był oficerem propagandowym przy warszawskim dowództwie AL. Podczas powstania warszawskiego dowodził jednym z oddziałów AL w Śródmieściu. W końcu września 1944 ranny i przetransportowany na Pragę.
Od października 1944 w Lublinie, gdzie został kierownikiem działu w redakcji „Głosu Ludu”, a następnie, po przeniesieniu w 1945 redakcji do Warszawy, zastępcą redaktora naczelnego tego pisma. W 1948 w ramach współpracy z Robotniczą Agencją Prasową publikował w piśmie „Rzeczpospolita i Dziennik Gospodarczy”. 1949 był zastępcą redaktora naczelnego „Świata i Polski”. Jesienią 1949 aresztowany i uwięziony pod sfabrykowanymi zarzutami. Zwolniony i zrehabilitowany w 1956. Po zwolnieniu pracował w redakcji „Życia Warszawy”, w której we wrześniu został kierownikiem działu polityki wewnątrzkrajowej. 1957–1960 członek Warszawskiej Komisji Kontroli Partyjnej.
Był odznaczony m.in. Orderem Krzyża Grunwaldu III klasy i Orderem Sztandaru Pracy II klasy.
Jego żoną była Stefania z d. Prywes, żydowska działaczka KZMP, MOPR, ZWW i PPR.